# Simpozij
Simpozij (starogrško συμπόσιον: symposion, iz starogrško συμπίνειν sympinein – piti skupaj) je bil v antični Grčiji pivska zabava. Literarna dela, ki ga omenjajo, opisujejo oziroma se dogajanje odvija na simpoziju, so Sokratovi dialogi, Platonov Simpozij in Ksenofontov Simpozij, pa tudi številne grške pesmi, kot so elegije Teognisa iz Megare. Simpoziji so upodobljeni v grški in etruščanski umetnosti in kažejo podobne prizore.
Enakovreden pojem v rimski družbi je latinski convivium. V sodobni uporabi pomeni akademsko konferenco ali sestanek oziroma znanstveno konferenco.

## Prizorišče in družabne priložnosti
Grški simpozij je bila ključna helenska družbena ustanova. To je bil forum za moške iz uglednih družin, da so razpravljali, spletkarili, se bahali ali pa preprosto uživali v družbi z drugimi. Pogosto so na njih počastili uvajanje mladih moških v aristokratsko družbo. Na njih so aristokrati  proslavljali posebne priložnosti, kot so bile športne zmage ali zmage na tekmovanju v poeziji. Zanje so bili simpoziji vir ponosa.
Simpoziji so bili običajno v andrōnu (ἀνδρών), delu grške hiše, ki je bil namenjen moškim in v katerih so se zabavali moški gosti. Udeleženci  so se naslanjali na oblazinjena ležišča (triclinium), razporejena pred tremi stenami v prostoru nasproti vrat. Zaradi prostorskih omejitev je bilo število ležišč od sedem do devet. Število udeležencev je bilo zato omejeno na 14 do 27.  (Po mnenju Oswyna Murraya je bilo ležišč med sedem in petnajst, udeležencev pa od 14 do 30 – "standardna velikost  pivske skupine").  Vsi mladeniči, ki so sodelovali, niso bili naslonjeni, ampak so sedeli.  Na makedonskem simpoziju ni bil poudarek le na pitju, ampak tudi na lovu, saj so mladeniči lahko sodelovali šele, ko so ubili prvega divjega prašiča.
Stregli so hrano in vino. Zabava je bila organizirana glede na priložnost in je lahko vključevala igre, pesmi, dekleta ali fante s piščalmi, sužnje, ki so opravljali različna dela in bili najeti za zabavo.
Simpoziji so bili pogosto ob posebnih priložnostih. Najbolj znan simpozij, opisan v Platonovem dialogu kot simpozij (precej drugače ga je opisal Ksenofont), je gostil pesnika Agatona ob njegovi prvi zmagi na gledališkem tekmovanju leta ob dionizijah leta 416 pr. n. št. Po Platonovih navedbah je praznovanje zasenčil nepričakovan prihod mladega Alkibiada, pijanega in skoraj golega, ki je prišel z nekega drugega simpozija.
Moški so na simpoziju razpravljali o številnih temah, pogosto filozofskih, kot so ljubezen in razlike med spoloma.

## Pitje
Simpozij je nadzoroval simpoziarh, ki naj bi odločal, kako močno bo vino tisti zvečer, kar je bilo odvisno od tega, ali bodo razprave resne ali je predvideno le uživanje. Grki in Rimljani so običajno postregli vino, mešano z vodo, saj je pitje čistega vina veljalo za navado neciviliziranih narodov. Med rimskim in grškim simpozijem ni bilo veliko razlik. Na rimskem simpoziju so stregli vino prej, z obrokom ali po njem, dovoljeno je bilo, da so se jim pridružile tudi ženske. Na grškem simpoziju so vino pili samo po večerji, ženske se ga niso smele udeležiti.  Vino se je mešalo v kraterju, veliki posodi, ki sta jo mogla nositi dva moška, postreženo pa je bilo v vrčih (oinochoe). Določene so bile nekatere formalnosti; med najpomembnejšimi je bil obred darovanja vina, darovanje majhne količine vina v čast različnih božanstev ali žalovanju za mrtvimi.
V fragmentu Evbulove igre Semele ali Dioniz je bog vina Dioniz opisal pravilno in nepravilno pitje:
Pri občutljivih ljudeh pripravim le tri kraterje: enega za zdravje (ki so ga spili najprej), drugega za ljubezen in užitek ter tretjega za spanje. Ko je bil tretji popit, so šli modreci domov. Četrti krater je bil namenjen slabemu vedenju, peti kričanju, šesti nevljudnosti in žalitvam, sedmi pretepu, osmi uničevanju pohištva, deveti depresiji, deseti norosti in nezavesti.
V skladu z grško navidezno zmernostjo je moral simpoziarh preprečiti, da slavje ni ušlo nadzoru, vendar grška literatura in umetnost pogosto kažeta, da meje tretjega kraterja niso spoštovali.

## Lončarstvo
Simpoziji so pogosto upodobljeni na atiški lončenini in Richard Neer je trdil, da je bila njena glavna naloga uporaba na simpoziju. 

## Razvedrilo
Poezija in glasba sta bili osrednjega pomena za uživanje na simpoziju. Čeprav se svobodne ženske niso udeležile simpozijev, so ženske prostitutke (hetere) in zabavljači skrbeli za zabavo in pogovor z gosti. Med instrumenti so ženske igrale na avlos, grško pihalo, ki ga včasih primerjajo z oboo. Če so igrali na godala, je bil barbiton tradicionalni instrument.  Stregli in zabavali so tudi sužnji in fantje.
Gosti so dejavno sodelovali tudi pri tekmovalnih igrah. Ena od iger na simpozijih je bila kotabo, pri kateri so igralci ostanke svojega vina iz kiliksa metali v cilj. Druga značilnost simpozijev je bila skolia, petje pivskih, domoljubnih ali opolzkih pesmi. Na tekmovanju je en simpoziast recitiral prvi del pesmi, drugi pa improviziral njen konec. Simpoziasti so lahko tekmovali tudi na retoričnih tekmovanjih, zaradi česar se beseda simpozij danes pogosto uporablja za vsak dogodek, na katerem se veliko govori.

## Etruščanske in rimske pivske zabave
Etruščanska umetnost prikazuje prizore z banketov, ki spominjajo na grške simpozije. Razlika je, da so na njih sodelovale tudi ženske, tako kot so sodelovale tudi na drugih področjih etruščanske družbe. Kot mnoge druge grške običaje so Rimljani pod imenom comissatio sprejeli estetski okvir simpozija. Tudi oni so pili dodeljene količine vina, nadzor je vodil mojster slovesnosti, ki so ga za to priložnost izbrali med gosti. Druga rimska različica simpozija je bil convivium.